# Асанова, Анастасия Вячеславовна
Анастаси́я Вячесла́вовна Аса́нова (2 мая 1990 года, Златоуст) — российская сноубордистка, выступавшая в Сноубордкроссе. Мастер спорта России. Член сборной команды России по сноуборду. Пятикратная чемпионка России по сноуборду (2008, 2009, 2010, 2011 и 2012). Личные тренеры: Злобин А. О., Лапшина Н. Ю.

## Биография
Анастасия Асанова родилась 2 мая 1990 года в Златоусте. Там же начала заниматься сноубордом, в дисциплине сноубордкросс. В начале карьеры на этапах кубка Европы пробовала свои силы в параллельном и параллельном гигантском слаломе. Выступала за ФСО «Россия» (СДЮШОР № 1).
Пятикратная чемпионка России в сноубордкроссе.
На чемпионате мира 2013 получила травму на разминке и вынуждена была завершить соревнования.
На зимней Универсиаде 2013 стала 4-й в сноубордкроссе.
В 2014 году пыталась отобраться на Олимпиаду в Сочи, но проиграла борьбу конкуренткам.
После 2014 года не выступала.
Студентка Уральского госуниверситета физкультуры.